# Station Grums
Station Grums is een spoorwegstation in de Zweedse plaats Grums. Het station is geopend in 1879 en ligt aan de Vänerbanan. Het stationsgebouw is in 2010 omgebouwd tot een huisartsenpost.

## Verbindingen
| Serie | Treinsoort            | Route                                                                                                | Bijzonderheden                                       |
| ----- | --------------------- | --- | ---------------------------------------------------- |
| 71    | Stoptrein (VTAB)      | Karlstad – Kil – Grums – Säffle – Åmål                                                               |                                                      |
| 71    | Sneltrein (Väst / SJ) | (Karlstad – ) Grums – Säffle – Öxnered – Trollhättan – Göteborg                                      | Treinen van Västtågen rijden niet verder dan Säffle. |
| 75    | Stoptrein (TÅGAB)     | Falun – Borlänge – Ludvika – Kristinehamn – Karlstad – Kil – Grums – Säffle – Trollhättan – Göteborg | Stopt beperkt op de stations Nässundet en Grums.     |